# الجامع (فلم 1965)
الجامع (بالإنجليزية: The Collector) فيلم رعب نفسي (بريطاني أمريكي) لعام 1965، من إخراج ويليام ويلر William Wyler وبطولة تيرينس ستامب وسامانثا إيجار. تدور أحداث الفيلم حول شاب إنجليزي يطارد طالبة فنون جميلة قبل إختطافها وإحتجازها في قبو منزله الريفي، وهو مقتبس من رواية عام 1963 التي تحمل نفس العنوان للكاتب جون فاولز، مع سيناريو للثنائي ستانلي مان وجون كون. رفض المخرج ويلر إخراج فيلم «صوت الموسيقى» ليتفرغ لإخراج هذا الفيلم.
تم معظم التصوير في إنجلترا والبعض الآخر في لوس أنجلوس، كاليفورنيا، وذلك خلال أواخر ربيع وأوائل صيف عام 1964، وإعتمد المخرج وايلر ما يقرب من ثلاث ساعات مما تم تصويره، ولكن تم حذف الكثير من شريط الفيلم ليصبح ساعتين بإصرار من الإستوديو والمنتج.
عرض الفيلم لأول مرة في مهرجان كان السينمائي في مايو 1965، حيث فاز أبطال الفيلم، تيرينس ستامب وسامانثا إيجار بجوائز أفضل ممثل وأفضل ممثلة، وعند صدور الفيلم في دور العرض، في يونيو 1965، نال الفيلم آراء إيجابية إلى حد كبير. فازت إيجار بجائزة جولدن جلوب لأفضل ممثلة في فيلم سينمائي، كما تم ترشيحها لجائزة الأوسكار لأفضل ممثلة، بينما حصل وايلر على الترشيح لأفضل مخرج، وكانت هذه آخر مرة يترشح وايلر لجائزة الأوسكار لأفضل مخرج، لتصبح عدد المرات التي ترشح فيها لنيل جائزة الاوسكار 12 مرة.

## طاقم التمثيل
- تيرينس ستامب: في دور فريدريك «فريدي» كليج
- سامانثا إيقر: في دور ميراندا جراي
- منى واشبورن: في دور عمة آني
- موريس داليمور: في دور العقيد ويتمان
- أليسون أميس: في دور الضحية الأولى
- إيدينا روناي: في دور الممرضة (الضحية التالية)[10]

## أحداث الفيلم
فريدي هو شاب وحيد ومنعزل إجتماعيًا، يشتري مزرعة مع مكاسب حصل عليها من مراهنات كرة القدم. فريدي هو عالم حشرات هاو، يقضي وقته في إلتقاط الفراشات ولديه مجموعة كبيرة منها. يبدأ فريدريك في مطاردة طالبة فنون برجوازية من لندن تدعى ميراندا جراي. ذات يوم، يتتبع فريدريك ميراندا في حانة في هامبستيد، ويتحين الفرصة ليحقنها بمخدر الكلوروفورم. تستيقظ ميراندا داخل القبو الحجري الكهفي الذي لا نوافذ له في مزرعة فريدي التي تعود إلى القرن السابع عشر، والتي زينها بسرير ومفروشات وملابس وأدوات طلاء وسخان كهربائي. تفترض ميراندا أنه خطفها للحصول على فدية أو لإستخدامها جارية للجنس، وتخبر فريدي أن والدها ليس ثريًا. يوضح فريدي أنه لا يسعى وراء الجنس أو الفدية، يوضح أنه هو وميراندا إعتادا ركوب نفس الحافلة قبل سنوات في ريدينغ وأنه استمر في متابعتها إلى لندن بعد أن إلتحقت بمدرسة الفنون. عندما أعلن فريدي حبه لميراندا، فإنها تتظاهر بالتهاب الزائدة الدودية كحيلة للهروب ولكنها لا تستطيع. يوافق فريدي على إطلاق  سراح ميراندا بعد أربعة أسابيع، وهو يعتقد أن هذه الفترة ستسمح لها بالتعرف عليه.
يسمح فريدي تدريجياً لميراندا بالكماليات الصغيرة، مثل مغادرة القبو للحصول على ضوء الشمس والإستحمام في المنزل تحت إشرافه. عندما بدأ فريدي في مداعبتها بقوة، أخبرته ميراندا أنها لن تقاوم إذا إغتصبها، لكنها ستفقد كل احترام له. وفي إحدى المرات وهي تستحم، يصل الكولونيل ويتكومب، جار فريدي، إلى المنزل لتقديم نفسه، مما يجعل فريدريك يقيد ميرندا إلى مواسير الحمام، وتغمر ميرندا الحمام بالماء في محاولة لجذب إنتباه ويتكومب، لكن فريدريك يصرف إنتباهه، مدعيا أن صديقته تركت ماء حوض الإستحمام دون قصد.
يسمح فريدي لميراندا بكتابة رسالة إلى والدتها، لكنه يكتشف قطعة صغيرة من الورق في الظرف تطلب المساعدة، ويقوم بتمزيق الرسالة أمامها.
يرافقها فريدي إلى القبو أثناء عاصفة ممطرة، وتستولى ميراندا على مجرفة، وتضربه على رأسه، ولكن على الرغم من إصابته، يستفيد فريدي من تردد ميراندا ويتمكن من سحبها مرة أخرى إلى القبو. تظل ميراندا حبيسة القبو البارد وهي مبللة، بينما يتلقى فريدريك العناية الطبية. يعود فريدي بعد ثلاثة أيام ليجد ميراندا مريضة بالتهاب رئوي ويذهب إلى المدينة للحصول على طبيب، وعندما يعود، بعد أن غير رأيه بشأن الطبيب، يجد ميراندا ميتًة.  يدفن فريدي الجثة تحت شجرة بلوط في الأرض المحيطة بالبيت. بعد وقت قصير، يقتنع فريدي أن ميراندا جلبت مصيرها على نفسها، ويقود السيارة مرة أخرى، والآن يلاحق ممرضة شابة على أمل أن يحقق نجاحًا أفضل مع نوع مختلف من النساء.

## إستقبال الفيلم
كتب بوسلي كروثر من صحيفة نيويورك تايمز: «أن شخصية تيرينس ستامب كانت محيرة ورائعة تمامًا في البداية، ولكن بمجرد أن إتضحت شخصيته، أصبح رتيبًا، وأخيراً، أصبح ميلودراميًا مملًا. إن وايلر قد صنع في البداية فيلمًا ساحرًا ومغريًا، لكنه فشل قرب النهاية في صنع أكثر من ذلك». وصفت المراجعة الإيجابية في مجلة فاراياتي الفيلم بإنه: «تمثيل قوي ومشوق لرواية جون فاولز الأكثر مبيعًا، من إخراج وايلر بذوق وخيال». كتب فيليب ك. شوير من صحيفة لوس أنجلوس تايمز عن الفيلم: «إذا كان لمس أي من المشاعر الأكثر حيوية أقوى ما يمكن أن يثيره هو الأمل، فإنه لا يزال قادرًا على التقاط الصور. الفضول الفكري يكفي لجذبك بحثًا عن الغريب أو الشاذ».
وصف الفيلم فيليب كوبر من صحيفة واشنطن بوست بأنه: «فيلم رائع أعتقد أنه أقوى من الرواية لأن وايلر أزال العديد من العناصر الزائدة عن الحاجة، جو من التوتر القمعي ورحلة مؤلمة في خيال الرعب».
إنتقدت إديث أوليفر من مجلة نيويوركر الفيلم بإعتباره: «زيفًا غير معقول يتظاهر بالتعامل بجدية مع السلوك السيكوباتي ولكن لا يمكن أن يؤخذ على محمل الجد حتى بإعتباره فيلمًا مثيرًا. إنه لا يثير الشفقة ولا عجب ولا رعب ولا تشويق ولا إيمان، ومن يهتم بكيفية ظهوره؟»
ذكرت نشرة الفيلم الشهرية أن «كل التوترات بين المشاهد، التيارات الخفية وراء ما تقوله الشخصيات وتفعله، يبدو أنها إختفت، تاركة قصة جيدة تُروى بشكل مناسب ولكن بدون الكثير من التطور... من ناحية أخرى، يأتي الجزء الرئيسي من القصة بشكل جيد للغاية».
موقع «الطماطم الفاسدة» المتخصص في تجميع آراء النقاد منح الفيلم تقييم 100% بناء على آراء 13 ناقد سينمائي.

## الجوائز
مهرجان كان Cannes Film Festival 1965: أفضل ممثل (تيرينس ستامب) أفضل ممثلة (سامانثا إيجار).
جوائز الجولدن جلوب Golden Globe Awards 1965: أفضل أداء لممثلة في فيلم سينمائي دراما (سامانثا إيجار).
جوائز سان جوردي Sant Jordi Awards اسبانيا 1965: أفضل فيلم أجنبي وأفضل ممثلة (سامانثا إيجار).

## روابط خارجية
- مقالات تستعمل روابط فنية بلا صلة مع ويكي بيانات

https://www.imdb.com/title/tt0059043/ الجامع (فيلم 1965)
https://www.rottentomatoes.com/m/the_collector_1965 الجامع (فيلم 1965)
https://www.allmovie.com/movie/v10231 الجامع (فيلم 1965)